# Friederike de Haas

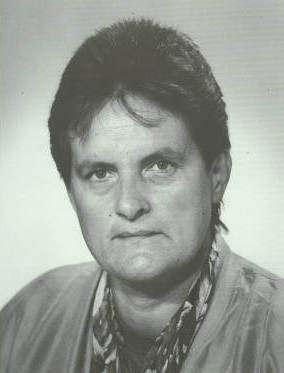
Kandidatenplakat zur Landtagswahl in Sachsen 1990

Friederike Else Käte de Haas, geb. Resch, (* 16. August 1944 in Bielatal; † 17. Juni 2019) war eine deutsche Politikerin (CDU). Sie war von 1990 bis 2009 Mitglied des Sächsischen Landtages.

## Leben
Nach ihrem Abitur 1963 an der Kreuzschule in Dresden blieb ihr der Zugang zum Medizinstudium verwehrt, da sie aus politisch-religiösen Gründen nicht Mitglied der FDJ war. Daher erlernte sie im evangelischen Paul-Gerhardt-Stift in Lutherstadt Wittenberg den Beruf der Säuglings- und Kinderkrankenschwester und war von 1965 bis 1974 in der Medizinischen Akademie Dresden, anschließend im Sportmedizinischen Dienst Dresden sowie im Evangelischen Diakonissenkrankenhaus Dresden tätig, anschließend bis 1990 Hausfrau.
Sie war evangelisch-lutherischer Konfession, verheiratet mit einem Arzt und hatte vier Kinder.

## Politik
Nach der Wende trat de Haas im Frühjahr 1990 der CDU bei und wurde im Oktober desselben Jahres in den Sächsischen Landtag gewählt. Von 1990 bis 1994 war sie Parlamentarische Staatssekretärin in der Staatskanzlei (Bereich Gleichstellung), von 1994 bis 1999 Staatsministerin für die Gleichstellung von Frau und Mann im Kabinett Biedenkopf II und von September 2001 bis Juni 2005 Kreisvorsitzende der CDU Dresden. Ihre Wahl zur sächsischen Ausländerbeauftragten im Dezember 2004 sorgte für Aufsehen, da der NPD-Gegenkandidat Mirko Schmidt mehr Stimmen erhielt, als die NPD Abgeordnete im Landtag hatte.
Bei der Aufstellung des Direktkandidaten im Wahlkreis Dresden 3 für die Landtagswahl 2009 unterlag sie Patrick Schreiber und verpasste in der Folge trotz Listenplatz 9 den Wiedereinzug in den Landtag, da die CDU Sachsen mehr Direktmandate erlangte, als ihr nach dem Zweitstimmenanteil zugestanden hätten und somit ihre Landesliste nicht zum Zuge kam. Zu ihrem Nachfolger als Sächsischer Ausländerbeauftragter wurde am 9. Dezember 2009 Martin Gillo gewählt.

## Ehrenämter
Friederike de Haas war Landesvorsitzende des Volksbundes Deutsche Kriegsgräberfürsorge. Sie war ferner Gründungsmitglied des
Fördervereins des Evangelischen Kreuzgymnasiums im Jahr 1991.

## Ehrungen
Am 1. März 2012 erhielt de Haas den Sächsischen Verdienstorden. In der Begründung hieß es:

„Als Ausländerbeauftragte des Sächsischen Landtages hat sich Friederike de Haas für eine Politik der Zuwanderung und deren Förderung maßgeblich eingesetzt. Sie hatte die humanitären Anliegen von Flüchtlingen und Menschen mit Migrationshintergrund im Blick. Zugleich war ihr stets bewusst, welche große Bedeutung die Zuwanderung für die Gesellschaft hat. Mit Überzeugungskraft vermittelte sie die möglichen Zukunftschancen, die in der Integration ausländischer Mitbürger liegen. Ihr ist es zu verdanken, dass die Einbürgerung in Sachsen erstmalig in Deutschland mit einem festlichen Akt begangen wurde. Mit diesem Schritt wird angemessen zum Ausdruck gebracht, dass der Freistaat Sachsen Menschen anderer Herkunft einlädt und willkommen heißt.“